# Esther Shkalim
Esther Shkalim (Teerã, 19 de janeiro de 1954) é uma poetisa feminista israelense Mizrahi. Shkalim é pesquisadora de comunidades judaicas e curadora de arte judaica. Em sua poesia Shekalim descreve a experiência das identidades feminina, judia e Mizrahi, na família e na esfera pública.

## Biografia
Shkalim nasceu em Teerã, capital do Irã, sendo filha de Nurit e Peretz Shkalim, a segunda de seus cinco filhos. Em 1958, quando ela tinha quatro anos, a família emigrou para Israel, onde seu pai se tornou um negociante de tapetes e proprietário de uma rede de lojas.
Após seu serviço nacional, ela completou um bacharelado em literatura e história na Bar Ilan University. Ela então se casou e teve três filhos. Mais tarde, ela se divorciou. No início da década de 1990, seu marido foi mandado para os Estados Unidos por quatro anos a trabalho, e foi quando ela começou a escrever, pois estava desligada de casa, amigos, família e trabalho. Shkalim diz que não é influenciada por outros escritores e, na verdade, não lê poesia, porque "quando eu leio, não escrevo".
Shkalim completou seu mestrado na Universidade de Washington, nos Estados Unidos, e depois passou a estudar para seu doutorado na Universidade de Tel Aviv, no departamento de história judaica. Sua área de pesquisa são as tradições de várias comunidades judaicas, e da comunidade judaica persa em particular. Ela foi a gerente fundadora do Centro para a Herança Judaica no Museu Terra de Israel em Tel Aviv e trabalhou como guia regional e nacional sobre arte judaica para o Ministério da Educação, e também escreveu e editou materiais de aprendizagem sobre as tradições de feriados de diferentes comunidades em Israel.

## Poesia
A poesia de Shkalim lida com o ponto de encontro do Oriente e do Ocidente e o status das mulheres nas culturas persa e Mizrahi, enquanto recupera textos canônicos para criar diálogos contínuos com a Bíblia, Mishna, Talmud, Midrash e Agadá, bem como piyyut, literatura judaica e muito mais. Seu trabalho descreve a luta da mulher Mizrahi por igualdade e auto-realização, e a ambivalência vivida por uma mulher israelense moderna, que é feminista e religiosa, que cresceu na cultura Mizrahi patriarcal-tribal.
Shkalim baseia-se em sua própria experiência, vinda de uma formação da qual ela foi ensinada a se envergonhar, sua luta com sua própria identidade e sua emergência como uma orgulhosa e assertiva feminista Mizrahi. Seu livro, Sharkia ("Fierce Eastern Wind") é amplamente autobiográfico e está incluído no currículo de literatura da escola obrigatória em Israel.